# Брюль, Пауль Иоганнес
Пауль Иоганнес Брюль (Пауль Йоханнес Брюль; нем. Paul Johannes Brühl; 1855[…] — 1935[…]) — немецкий ботаник, работавший в Британской Индии.

## Биография
Родился в 1855 году в Саксонии. С отличием окончил университет в Германии, после чего получил грант для образовательных путешествий и сбора ботанических образцов по всей Европе. После путешествия по Европе, Брюль отправился в Турцию. Некоторое время он оставался в Константинополе, после чего поехал дальше на восток, и в 1881 году добрался до Индии.
Там он не позднее 1882 года устроился преподавателем колледжа в городе Раджшахи (Бенгалия, ныне Бангладеш). В следующем году Брюль женился в Индии на англичанке Энни Беттс Фокс. В 1887 году, по протекции ботаника сэра Джорджа Кинга, перешёл на работу в Бенгальский инженерный колледж, где преподавал химию, геологию и сельское хозяйство. Брюль был демократически настроенным преподавателем и пользовался симпатиями студентов. Он преподавал в Бенгальском колледже около четвери века и уволился оттуда в 1912 году. 
В 1912—13 годах он недолгое время работал в Индийском институте науки в Бангалоре. В 1913 году сэр Ашутош Мукерджи пригласил его на работу в Калькуттский университет, где он со временем занял должность профессора ботаники.
Как учёный, Брюль известен своим вкладом в изучение флоры Индии, в частности, исследовал мхи, орхидеи, водяной гиацинт и так далее.
Описал значительное количество новых таксонов (ботаническое сокращение имени Brühl).
Скончался в 1935 году.